# Moraria linevitchi
Moraria linevitchi is een eenoogkreeftjessoort uit de familie van de Canthocamptidae. De wetenschappelijke naam van de soort is voor het eerst geldig gepubliceerd in 1981 door Okuneva.